# Бомбэк, Марк
Марк Бомбэк (англ. Mark Bomback; род. 29 августа 1971) — американский сценарист родом из Нью-Рошелла, Нью-Йорка. Бомбэк является выпускником Уэслианского университета, где он изучал английскую литературу и искусство кино.

## Фильмография

### Сценарист
Фильмы:
- Ночной звонок / The Night Caller (1998)
- Другой / Godsend (2004) (также сопродюсер)
- Крепкий орешек 4.0 / Live Free or Die Hard (2007)
- Список контактов / Deception (2008)
- Ведьмина гора / Race to Witch Mountain (2009)
- Неуправляемый / Unstoppable (2010)
- Вспомнить всё / Total Recall (2012)
- Росомаха: Бессмертный / The Wolverine (2013)
- Планета обезьян: Революция / Dawn of the Planet of the Apes (2014)
- Дивергент, глава 2: Инсургент / The Divergent Series: Insurgent (2015)
- Планета обезьян: Война / War for the Planet of the Apes (2017)

Телевидение:
- Легенды / Legends (2014) (также консультирующий продюсер)
- Защищая Джейкоба  / Defending Jacob (2020) (продюсер, автор сценария)